# Göscher Reuss
La Göscher Reuss est rivière coulant en Suisse, dans les Alpes uranaises. Elle prend sa source dans le Göscheneralpsee, puis suit un cours d'ouest en est d'environ 8 km avant de rejoindre la Reuss à Göschenen.